# Lalande 21185
Lalande 21185 (również Gliese 411) – gwiazda w gwiazdozbiorze Wielkiej Niedźwiedzicy, czerwony karzeł niewidoczny gołym okiem. Jest to jedna z najbliższych gwiazd, znajduje się w odległości ok. 8,3 roku świetlnego od Słońca. Nazwa gwiazdy pochodzi od nazwiska francuskiego astronoma Jérôme Lalande. Ma układ planetarny.

## Charakterystyka
Lalande 21185 jest czerwonym karłem o typie widmowym M2 V (zob. diagram Hertzsprunga-Russella); jej absolutna wielkość gwiazdowa to 10,5m. Gwiazda ta ma masę 0,39 masy Słońca i promień 0,37 promienia Słońca. Jej temperatura powierzchniowa to 3500 K, a jasność stanowi 0,55% jasności Słońca. Wiek Lalande 21185 szacuje się na 3,5-12,0 miliardów lat.
Gwiazdę tę wyróżnia bardzo duży ruch własny. Porusza się ona z dużą prędkością prostopadle do płaszczyzny dysku galaktycznego i za ok. 20 000 lat znajdzie się w odległości 4,2 roku świetlnego od Słońca.

## Układ planetarny

### Wczesne hipotezy
Ze względu na bliskość Słońca gwiazda ta była w XX wieku celem obserwacji astrometrycznych, dzięki którym astronomowie mieli nadzieję odkryć planety pozasłoneczne. W 1951 roku Peter van de Kamp i jego studentka Sarah Lippincott postulowali istnienie planety o okresie orbitalnym 1,14 roku, a 9 lat później Lippincott opublikowała wyniki dłuższych obserwacji, wskazujące na obecność w układzie mniej masywnej planety o ośmioletnim okresie obiegu. W 1974 roku George Gatewood odrzucił tę hipotezę po przeanalizowaniu oryginalnych zdjęć.
W 1996 roku ten sam Gatewood ogłosił, że według jego pomiarów gwiazdę okrąża co najmniej jeden gazowy olbrzym, planeta o masie 0,9 MJ i okresie obiegu 5,8 roku, a prawdopodobnie także druga planeta o trzydziestoletnim okresie orbitalnym. Jednakże niezależne próby wykrycia tych hipotetycznych planet nie powiodły się; możliwe jest, że niejednorodności jasności powierzchni (plamy na gwieździe) mogą powodować efekt zinterpretowany jako grawitacyjne oddziaływanie planet.
Ze względu na niską jasność ekosfera Lalande 21185 jest wąska. Ocenia się, że rozciąga się ona od 0,139 do 0,272 au od gwiazdy (bliżej niż orbita Merkurego w Układzie Słonecznym).

### Odkryte planety
W 2017 roku opublikowano wyniki pomiarów prędkości radialnej wielu gwiazd, w tym Lalande 21185, z użyciem teleskopów Kecka. Znaleziony został sygnał, który przypuszczalnie pochodzi od planety typu ziemskiego o masie minimalnej równej 2,6 M🜨, krążącej wokół tej gwiazdy. Obiekt ten ma okres orbitalny równy 12,94 doby i dociera do niego strumień promieniowania ok. 5 razy większy niż dochodzący do Ziemi. Istnienie planety zostało potwierdzone przez dalsze obserwacje.
Druga planeta obiegająca tę gwiazdę została wykryta w 2021 roku, dzięki długotrwałym obserwacjom. Jest to obiekt o masie podobnej do masy Neptuna (ok. 14 M🜨), obiegający gwiazdę w czasie 7,68 roku. Badacze wskazali także sygnał uznany za mogący pochodzić od planety o okresie 215 dni, która – o ile istnieje – jest obiektem około czterokrotnie masywniejszym od Ziemi, obiegającym gwiazdę po ekscentrycznej orbicie poza zewnętrznym skrajem ekosfery. Istnieje jeszcze inny sygnał, o okresie 25 lat, który może pochodzić od dalszej, masywnej planety.
| Towarzyszka | Masa minimalna [M🜨] | Okres orbitalny [d]    | Półoś wielka [au]       | Ekscentryczność    |
| ----------- | ------------------- | ---------------------- | ----------------------- | ------------------ |
| b           | 2,69 +0,19−0,18     | 12,9394 +0,0014−0,0013 | 0,07879+0,00056−0,00055 | 0,063 +0,061−0,043 |
| (kandydat)  | 3,82 +0,85−0,82     | 215,7 ± 1,2            | 0,5142 +0,043−0,041     | 0,18 +0,22−0,13    |
| c           | 13,6 +2,4−2,3       | 2946 +210−180          | 2,94 +0,14−0,12         | 0,132 +0,160−0,091 |

## Odniesienia kulturowe
Lalande 21185 była inspiracją debiutanckiej powieści Janusza Zajdla z 1966 roku pod tym samym tytułem.
W grze Cywilizacja II: Próba Czasu (Civilization II: Test of Time) - gracz w jednym ze scenariuszy zajmuje się kolonizacją układu Lalande 21185. Sam scenariusz tej części gry jest oparty na hipotezie z 1996.